# Patricio Urrutia
Patricio Javier Urrutia Espinoza (Ventanas, 15 ottobre 1977) è un ex calciatore ecuadoriano.
Giocava nel ruolo di mediano o di centrocampista centrale; inoltre aveva buone abilità nel fornire passaggi e assist ai trequartisti. Dal 2014 al maggio 2019 è stato sindaco di Ventanas, la sua città natale.

## Carriera

### Club
È uno dei più famosi e importanti elementi del suo team, il LDU Quito. Nella Coppa Libertadores 2006 Urrutia ha messo a segno cinque reti, aiutando la squadra a raggiungere i quarti di finale.

### Nazionale
È stato tra i 23 ecuadoriani selezionati per prendere parte al campionato del mondo 2006 in Germania. La sua convocazione fu un po' inaspettata, dal momento che l'ultima sua gara in nazionale risaliva al 2004, contro il Brasile.
Nei due match del torneo tedesco contro Polonia e Costa Rica, vinti 2-0 e 3-0 rispettivamente, Urrutia è entrato in campo come sostituto di Agustín Delgado. Questi due incontri furono quelli che assicurarono il passaggio agli ottavi della formazione sudamericana.
Nel 2007 è stato convocato in nazionale per la Coppa America. Il 22 agosto dello stesso anno, in occasione di un'amichevole contro la Bolivia in preparazione alle qualificazioni al campionato del mondo 2006, Urrutia ha segnato su calcio di rigore il gol dell'1-0 finale.

## Palmarès

### Club

#### Competizioni nazionali
- Campionato ecuadoriano: 4

LDU Quito: 2003, 2005, 2007, 2010

#### Competizioni internazionali
- Coppa Libertadores: 1

LDU Quito: 2008
- Recopa Sudamericana: 2

LDU Quito: 2009, 2010
- Copa Sudamericana: 1

LDU Quito: 2009

### Individuale
- Capocannoniere della Coppa Libertadores: 1

2006 (5 gol, a pari merito con Aloísio, Félix Borja, José Luis Calderón, Agustín Delgado, Sebastián Ereros, Ernesto Farías, Fernandão, Marcinho, Daniel Montenegro, Nilmar, Mariano Pavone, Jorge Quinteros e Washington)